# Кузьма Ковачич
Кузьма Ковачич (нар. 6 червня 1952 року ) — хорватський скульптор і професор.

## Біографія
Кузьма Ковачич народився 6 червня 1952 року на острові Хвар. Там він закінчив гімназію. У 1976 році закінчив Академію образотворчих мистецтв у Загребі і отримав ступінь бакалавра в галузі скульптури. Працює в Загребському університеті. Професор скульптури в Академії витончених мистецтв Сплітського університету. На парламентських виборах 2011 року був включений у список кандидатів.
Скульптор — автор близько сорока персональних виставок, його твори експонувалися в багатьох групових виставках у країні і за кордоном. Працює у всіх скульптурних жанрах.

## Творчість
Кузьма Ковачич є автором вівтаря в Хварському соборі, статуї папи Івана Павла II у Сельці на острові Брач, пам'ятників Франьо Туджмана у Шкабрні та Загребі, пам'ятника Антуну Михановичу в Гаті біля Оміша, статуї Діви Грабовчевої біля Прозор-Рами, вівтарний рельєф у церкві Пресвятої Богородиці Свободи в Загребі та багато інших. Ковачич — автор перших золотих і срібних монет Республіки Хорватія, розробляв також монети хорватських кун (1, 2, 5, 10, 20, 50 ліп і 1, 2, 5 і 25 кун).
Роботи скульптора неодноразово виставлялися в Хорватії і за кордоном.

## Досягнення. Відзнаки
Кузьма Ковачич нагороджений трьома національними нагородами, яких його удостоїв президент Франьо Туджман. Ковачич — голова філії Хорватської академії наук і мистецтв у Хварі. З 2020 року він — дійсний член Хорватської академії наук і мистецтв.
- 1991 рік — Премія Володимира Назора
- 1995 рік — Орден Даниці хорватської з лицем Марка Марулича
- 1999 рік — Орден Хорватії за досягнення у мистецтві